# Cantó de Toló-8
El cantó de Toló-8 és un cantó francès del departament de la Var, situat al districte de Toló. Compta amb part del municipi de Toló.

## Municipis
- Toló

## Història
| Data d'elecció                           | Identitat    | Partit                     | Qualitat |
| ---------------------------------------- | ------------ | -------------------------- | -------- |
| 1964-1970                                | M. Pizard    | PCF                        |          |
| 1970-1976                                | M. Colombani | RI                         |          |
| 1976-1982                                | M. Pizard    | PCF                        |          |
| 1982-1994                                | Pierre Goutx | RPR, després Divers droite |          |
| 1994-2001                                | Marc Bayle   | RPR                        |          |
| 2001-                                    | Jean Bombin  | RPR, després UMP           |          |
| les dades anteriors no són pas conegudes |              |                            |          |
|                                          |              |                            |          |

| 1962 | 1968 | 1975 | 1982 | 1990   | 1999   | 2006   |
| ---- | ---- | ---- | ---- | ------ | ------ | ------ |
| -    | -    | -    | -    | 25.789 | 25.111 | 25.411 |